# Leslie Edward Wastell Codd
Leslie Edward Wostall Codd (16 de septiembre de 1908, Dundee, provincia de Natal - 2 de marzo de 1999 Pretoria ) fue un botánico, taxónomo, y agrostólogo sudafricano.
Fue alumno de la Universidad de Natal donde obtuvo su M.Sc. en 1928. En 1923, continuó sus estudios en la Cambridge University , y en el Colegio Imperial de Agricultura Tropical en la colonia británica de Trinidad en 1930, donde conoció a su futura esposa, Cynthia. Trabajó en el "Departamento de Agricultura de la Guayana Británica", entre 1931 y 1936. En 1937 fue nombrado en la "Sección de Investigación de Pastos", del "Departamento de Agricultura de Pretoria".
En 1941, fue galardonado con un D.Sc. en la Universidad de Sudáfrica.
En 1945, asumió el cargo de Oficial a Cargo en la Estación Experimental Prinshof en la División de Botánica, habiendo estado involucrado con la selección, crecimiento y testeo de pasturas de gramíneas. Al mismo tiempo estuvo a cargo del Botanical Survey of South Africa.
Mientras estacionado en Prinshof, con frecuencia visitaba el parque nacional Kruger en viajes de recolección de especímenes. Vio la necesidad de una guía de botánica informal de la Reserva; y produjo en 1951 : "Trees and Shrubs of the Kruger National Park", uno de los más populares ítems de la serie Memoirs of the Botanical Survey of South Africa. Con la bibliotecaria Mary Gunn, fue coautor de : Botanical Exploration of Southern Africa de 1981, una historia de la recolección de plantas del país, los coleccionistas y los principios de las ilustraciones botánicas.
Sucedió a Robert Allen Dyer como director del Botanical Research Institute de 1963 hasta su retiro en 1973, y trabajó en la Sección de Estudios de la Flora.
Sus especímenes superan los 10 000 (PRE, K, SRGH) y son mayormente sudafricanos, y cerca de 500 de Caprivi Barotseland, en 1952.

## Otras publicaciones
- mary Gunn, l.e.w. Codd. 1981. Botanical Exploration Southern Africa. Flora of Southern Africa 1 & 3. Edición il. de CRC Press, 400 pp. ISBN 0-86961-129-1, ISBN 978-0-86961-129-6

- l.e.w. Codd.1981. Flora of Southern Africa: which deals with the territories of South Africa. Bryophyta. Fasc. 1, Musgos ; fasc. 1, Sphagnaceae, Grimmiaceae, vols. 1-2. 291 pp.

- --------------. 1941. Genetic studies of rice: Oryza sativa L. : in British Guiana. 299 pp.

## Honores
- 1957-58 : presidente de la "Sección B" de SA Assoc. for the Adv. of Sc.
- 1961 : presidente de la SA Biological Soc.
- 1977 SA Medal, por SA Assoc. for the Adv. of Sc.
- 1979 SA Medal en Botánica
- 1982 Senior Captain Scott Memorial Medal, por la "South African Biological Society"

### Epónimos
- (Alliaceae) Agapanthus coddii F.M.Leight.[2]

- (Alliaceae) Tulbaghia coddii Vosa & R.B.Burb.[3]

- (Anacardiaceae) Rhus coddii R.Fern. & A.Fern.[4]

- (Asclepiadaceae) Brachystelma coddii R.A.Dyer[5]

- (Asclepiadaceae) Tylophora coddii Bullock[6]

- (Asparagaceae) Asparagus coddii (Oberm.) Fellingham & N.L.Mey.[7]

- (Asteraceae) Berkheya coddii Roessler[8]

- (Campanulaceae) Lobelia coddii Compton[9]

- (Fabaceae) Erythrina × coddii Barneby & Krukoff[10]

- (Fabaceae) Macrotyloma coddii Verdc.[11]

- (Lamiaceae) Ocimum coddii (S.D.Will. & K.Balkwill) A.J.Paton[12]

- (Malvaceae) Hibiscus coddii Exell[13]

- (Orchidaceae) Eulophia coddii A.V.Hall[14]

- La abreviatura «Codd» se emplea para indicar a Leslie Edward Wastell Codd como autoridad en la descripción y clasificación científica de los vegetales.[15][16]